# 芭芭拉·皮埃尔
芭芭拉·皮埃尔（英語：Barbara Pierre，1986年4月28日—），美国女子田径运动员。她曾代表美国参加2011年和2015年泛美运动会田径比赛，获得一枚金牌、二枚银牌和一枚铜牌。她也曾代表海地参加2008年夏季奥运会。